# الن وینتر
الن وینتر (به انگلیسی: Ellen Winther) (زاده ۱۱ اوت ۱۹۳۳-درگذشته ۱۳ اوت ۲۰۱۱) خواننده دانمارکی بود.
او نماینده دانمارک در یوروویژن ۱۹۶۲ بود.